# Эскадренные миноносцы типа «Л’Адруа»
Эскадренные миноносцы типа «Л’Адруа» — тип эскадренных миноносцев французского флота. Представляли собой усовершенствованную версию эсминцев типа «Бурраск» от которых отличались увеличенным водоизмещением и рядом незначительных усовершенствований. Всего построено 14 единиц: «Л’Адруа» (фр. L’Adroit), «Л’Альсион» (фр. L’Alcyon), «Ле Фортюн» (фр. Le Fortune), «Ле Марс» (фр. Le Mars), «Ля Пальм» (фр. La Palme), «Ля Райёз» (фр. La Railleuse), «Баск» (фр. Basque), «Борделе» (фр. Bordelais), «Булоне» (фр. Boullonais), «Брестуа» (фр. Brestois), «Форбен» (фр. Forbin), «Фудруайян» (фр. Foudroyant), «Фугё» (фр. Fougueux), «Фрондёр» (фр. Frondeur).
Вместе с типом «Бурраск» составили основу французских миноносных сил в период между Первой и Второй мировыми войнами.

## Конструкция

### Вооружение
| Калибр, мм                                                | 130        | 37        |
| Длина ствола в калибрах                                   | 40         | 50        |
| Масса орудия, кг                                          | 3810       | 300       |
| Начальная скорость снаряда, м/с                           | 725        | 725       |
| Максимальная дальность стрельбы/досягаемость по высоте, м | 18 700/ —  | 7175/5000 |
| Масса снаряда, кг                                         | 32 — 34,85 | 0,725     |
| Скорострельность, выстр./мин                              | 5 — 6      | 30 — 42   |

## Служба
|              | заложен               | спущен               | вступил в строй      | судьба |
| ------------ | --------------------- | -------------------- | -------------------- | --- |
| «Л’Адруа»    | 26 мая 1925 года      | 1 апреля 1927 года   | 1 июля 1929 года     | 20 мая 1940 года тяжело поврежден немецкими бомбардировщиками He-111 в районе Дюнкерка и выбросился на берег                                                                           |
| «Л’ Альсион» | февраль 1925 года     | 26 июня 1926 года    | 15 июля 1929 года    | Списан 10 ноября 1952 года и сдан на слом |
| «Ле Фортюн»  | 1 сентября 1925 года  | 15 ноября 1926 года  | 1 июля 1928 года     | Списан 31 августа 1950 года и сдан на слом |
| «Ле Марс»    | 8 июля 1925 года      | 28 августа 1926 года | 20 января 1928 года  | 27 ноября 1942 года затоплен в Тулоне |
| «Ля Пальм»   | 16 мая 1925 года      | 30 июня 1926 года    | 6 февраля 1928 года  | 27 ноября 1942 года затоплен в Тулоне |
| «Ля Рийо»    | 30 июня 1925 года     | 9 сентября 1926 года | 15 февраля 1928 года | 24 марта 1940 года затонул в Касабланке в результате взрыва собственных торпед |
| «Баск»       | 18 сентября 1926 года | 25 мая 1929 года     | 5 марта 1931 года    | Списан 10 декабря 1952 года и продан на слом |
| «Борделе»    | 19 ноября 1926 года   | 23 мая 1928 года     | 8 апреля 1930 года   | 27 ноября 1942 года затоплен в Тулоне |
| «Булонэ»     | 4 мая 1926 года       | 1 июня 1927 года     | 25 июня 1928 года    | 8 ноября 1942 года потоплен в районе Касабланки в бою с американскими кораблями |
| «Брестуа»    | 17 мая 1926 года      | 18 мая 1927 года     | 15 июня 1928 года    | 8 ноября 1942 года тяжело поврежден в районе Касабланки американскими тяжёлыми крейсерами и затонул в порту Касабланка на следующий день                                               |
| «Форбин»     | 29 июня 1927 года     | 17 июля 1928 года    | 1 мая 1930 год а     | Списан 10 ноября 1952 года и сдан на слом |
| «Фудруайян»  | 28 июня 1927 года     | 24 апреля 1929 года  | 10 октября 1930 года | 1 июня 1940 года потоплен немецкими пикирующими бомбардировщиками Ju-87 в районе Дюнкерка                                                                                              |
| «Фугэ»       | 21 сентября 1927 года | 4 августа 1928 года  | 15 июня 1930 года    | 8 ноября 1942 года потоплен в районе Касабланки в бою с американскими кораблями |
| «Фрондер»    | 9 ноября 1927 года    | 29 июня 1929 года    | 28 октября 1931 года | 8 ноября 1942 года тяжело поврежден в районе Касабланки американскими тяжёлыми крейсерами и пикирующими бомбардировщиками SBD Dauntless и затонул в порту Касабланка на следующий день |

## Оценка проекта
Эсминцы типа «Л’Адруа» стали улучшенной версией типа «Бурраск». Метацентрическая высота была увеличена в сравнении с предшественниками, что благотворно сказалось на мореходности и остойчивости. Как артиллерийские платформы они стали лучше, но ненамного. Первоначальные проблемы с турбинами были решены и корабли могли поддерживать высокую скорость достаточно длительное время. Внедрение новой модели орудий главного калибра позволило несколько повысить скорострельность, хотя она и была по прежнему меньшей, чем у зарубежных эсминцев, улучшились и условия работы орудийных расчетов. 
Вместе с тем, как и их предшественники, эсминцы типа «Л’Адруа» страдали от перегрузки и сильной качки. Корпуса кораблей оставались слишком слабыми и легко повреждались, а расход топлива на крейсерском режиме чрезмерным. Их реальной скорости 30 узлов было достаточно лишь для сопровождения старых линкоров, но со вступлением в строй линейных крейсеров типа «Дюнкерк» они перестали соответствовать эскортным задачам. Что касается систем ПВО и ПЛО, то они с самого начала были неудовлетворительными.